# Хулбук (археологический комплекс)
Хулбук (тадж. Ҳулбук) — археологический комплекс в кишлаке Мехробод, Восейский район, Хатлонская область, Таджикистан. Представляет собой средневековую крепость, дворец правителя и фрагменты древнего городища. В 1999 году был включён в список кандидатов в объекты Всемирного наследия ЮНЕСКО под № 1383.

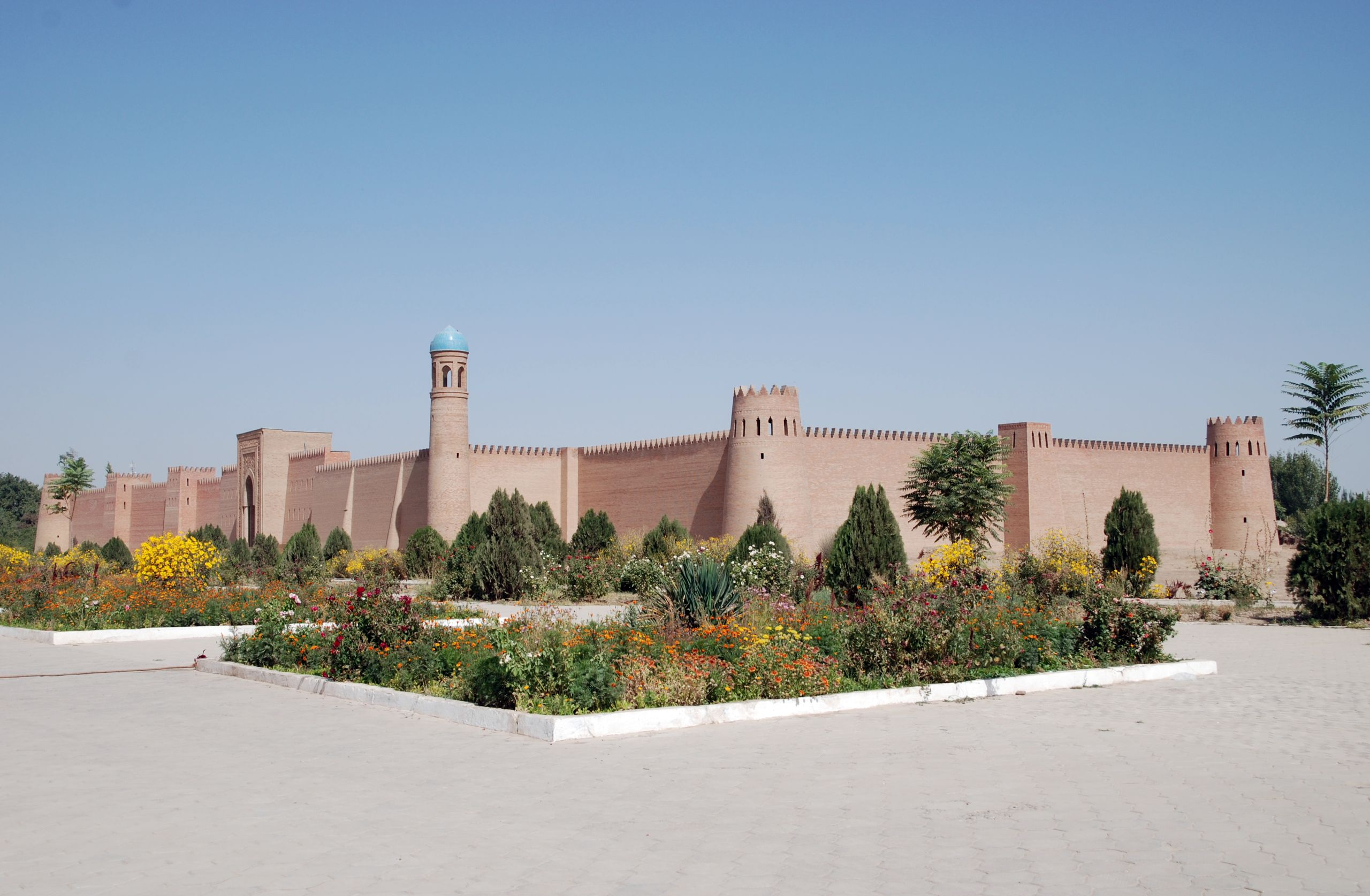
Реконструированная ограждающая стена цитадели. Юго-западная сторона

Хулбук был частью древнего города Хишттепа и центром региона Хуттал в IX—XII веках в составе Газневидского государства. Общая площадь городища — около 70 га, но большая часть его занята современными постройками. Сохранились цитадель, дворец и руины некоторых древних сооружений. В настоящее время древний комплекс является историческим музеем-заповедником «Халбук», занимающим 16 га. В 2006 году «Халбук» открылся для посетителей после основательной реконструкции.
Цитадель имеет форму прямоугольника 50×150 м и состоит из двух частей. Южная (50х50 м) обнесена 15-метровыми стенами, северная — больше по площади, но стены её ниже — 10 м. Дворец правителя расположен внутри цитадели. В результате археологических раскопок обнаружено более 5 тысяч артефактов, которые позволили больше узнать о быте и занятиях местного населения. Кроме того, найдены фрагменты настенной живописи. Это опровергло предположение о том, что в Средней Азии такая традиция исчезла со становлением ислама. Городские постройки создавались из обожжённого кирпича и кирпича-сырца, а стены и внутреннее убранство покрывались штукатуркой, полы выкладывались терракотовым паркетом. Существовал также водопровод.
Раскопки проводились в 1953—1954 гг. (Е. Давидович, Б. Литвинский), в 1957—1964 гг. (Ю. Якубов), в 2003—2006 гг.
В 1957-1961 и 1978-1990 гг. раскопки Хульбука велись отрядом Института истории, археологии и этнографии АН РТ под руководством Э.Гулямовой. В середине 70-х годов к работе подключился художник Владимир Бажутин, который снял все планы дворцового комплекса, сделал реконструкцию декоративной отделки помещений, зарисовал ганчевые фризы.
В музее-заповеднике, помимо экспонатов археологических раскопок, выставлены картины современного искусства.
2 мая 2019 года была достигнута договоренность о том, что Всемирный банк выделит 1 млн долларов США на развитие археологического комплекса в виде гранта в рамках проекта «Экономическое развитие сельских мест».

## Галерея

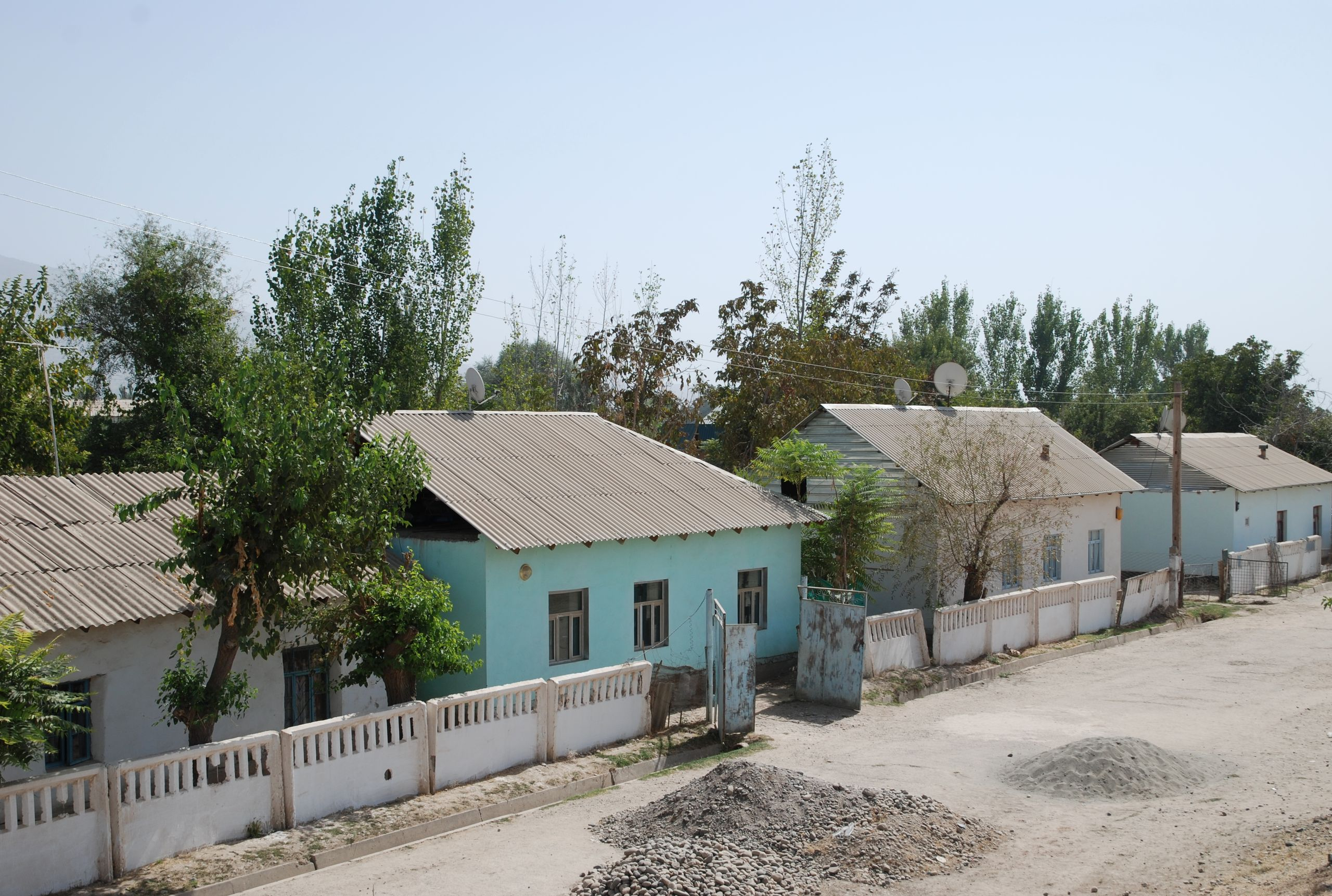
Жилые дома на проспекте напротив цитадели
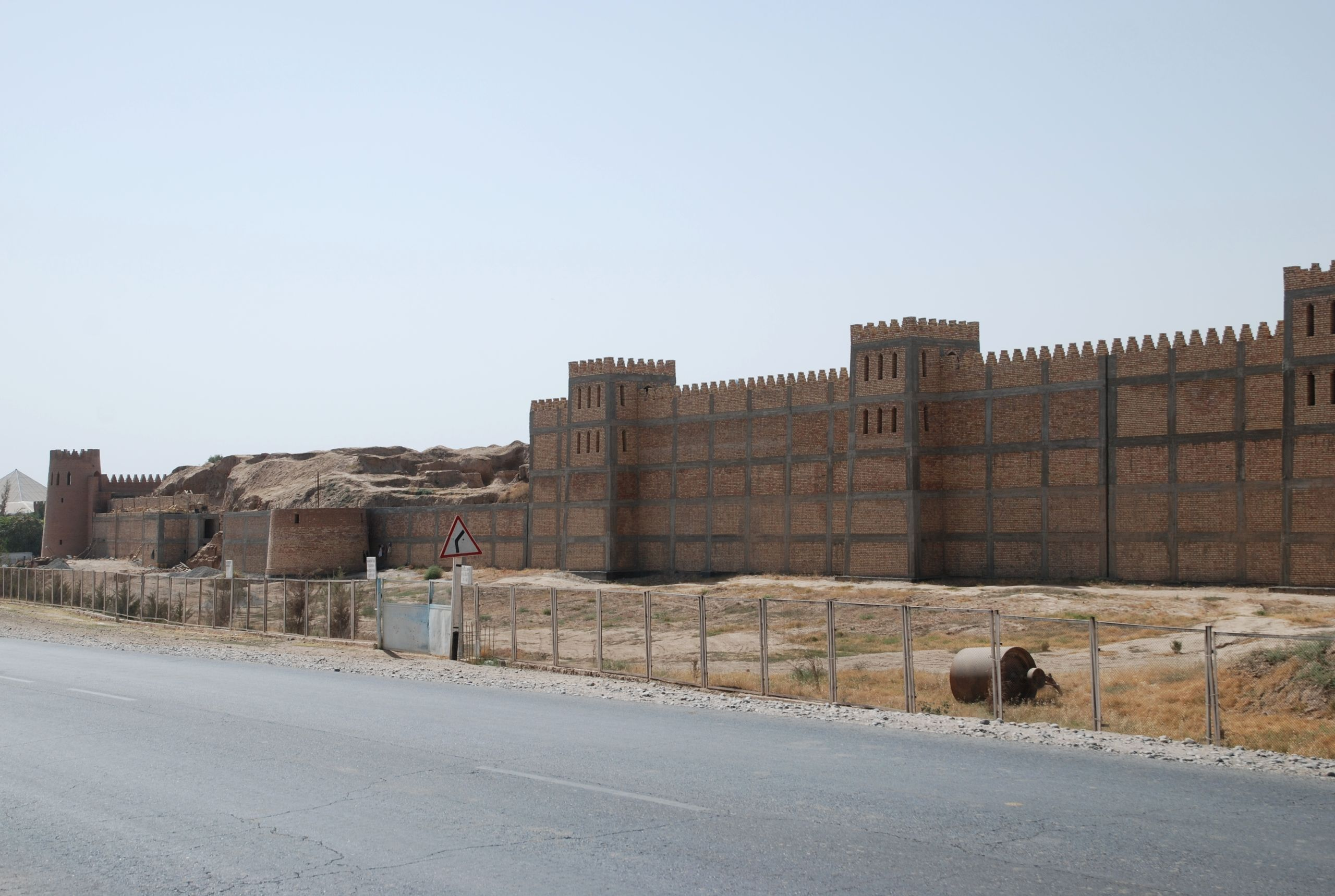
Реконструкция восточной стены периметра в конце 2014 года. За отсутствующим участком видна приподнятая южная дворцовая площадь.
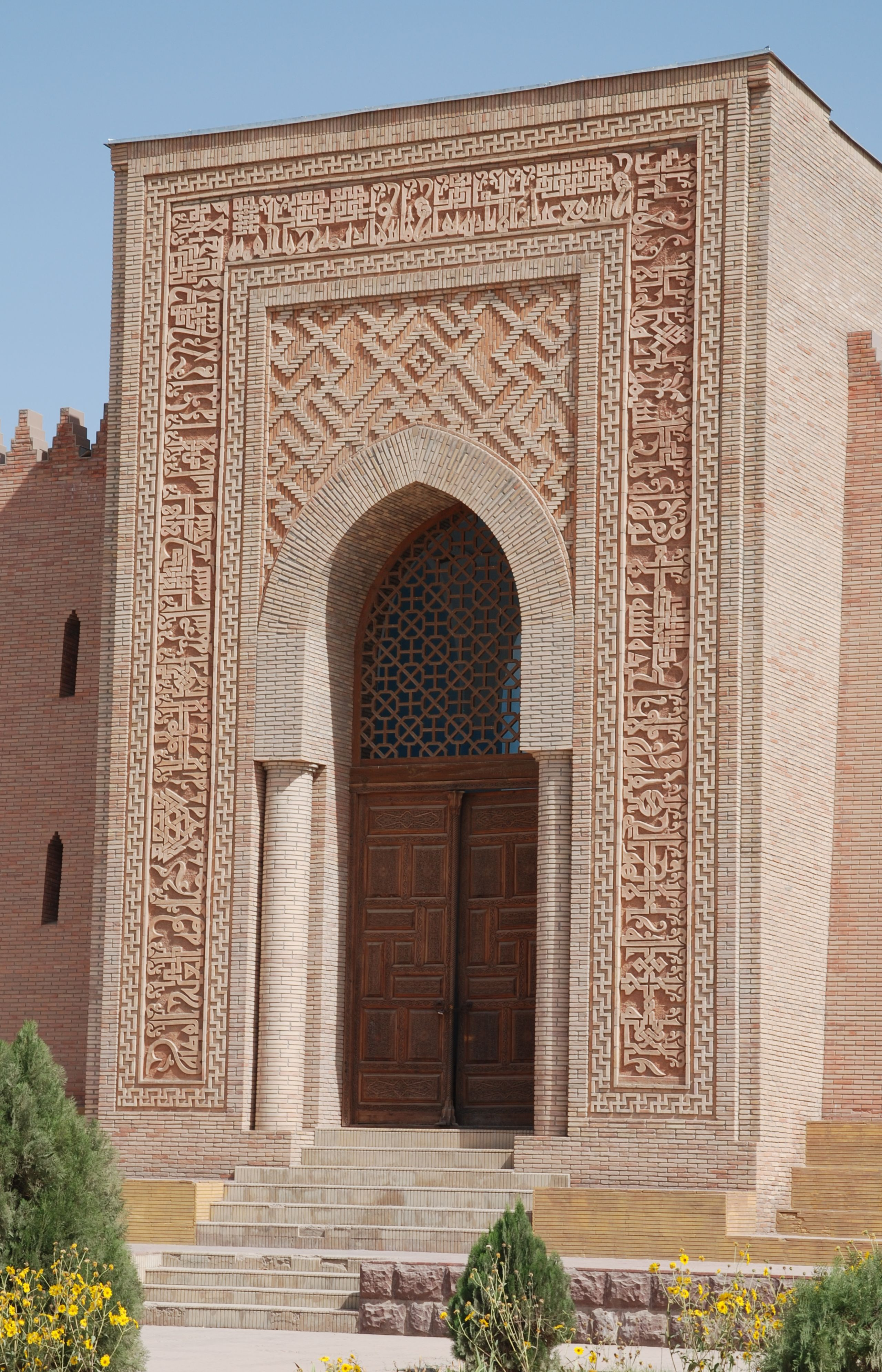
Реконструированный портал в центре западной стороны
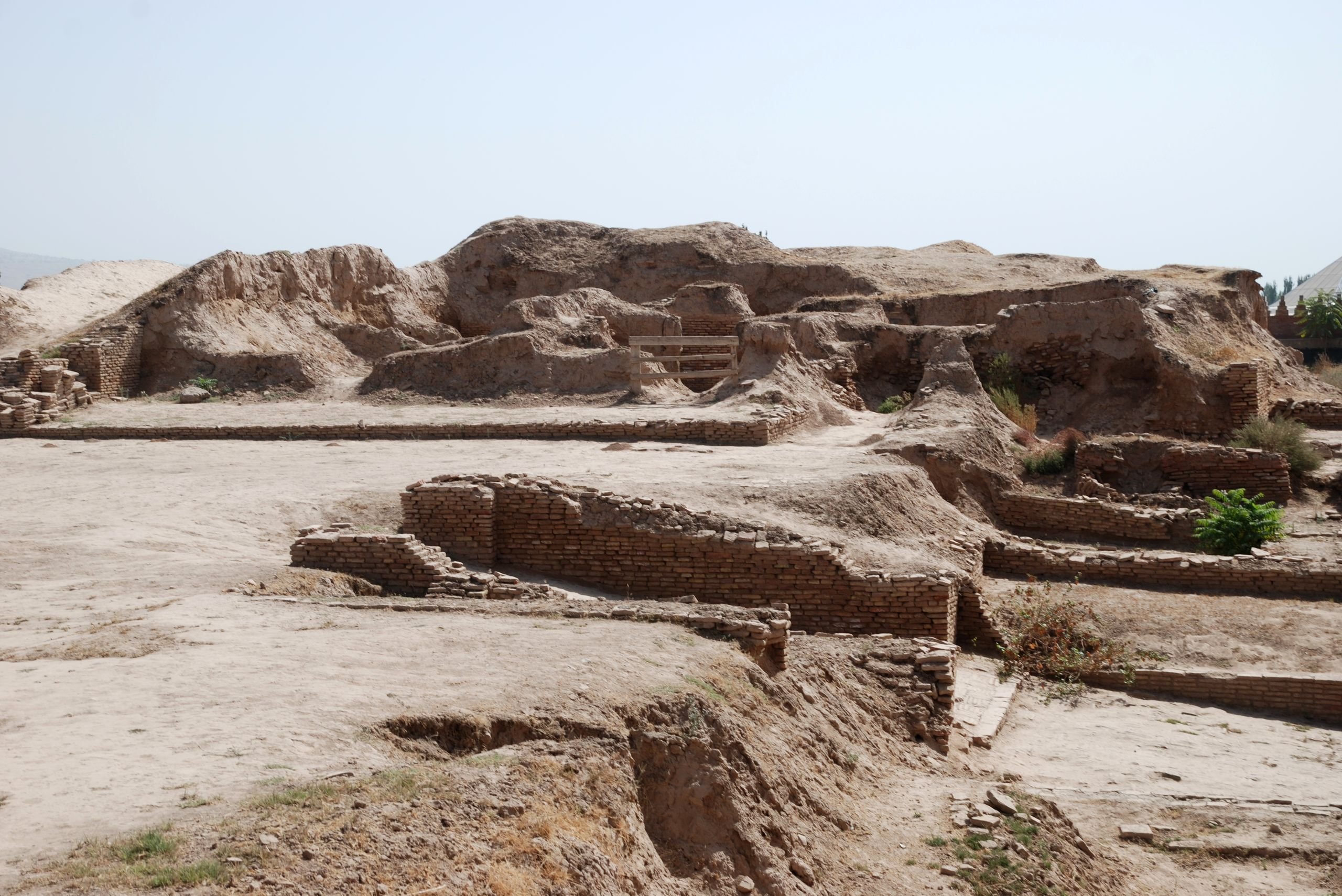
Дворец на юге. Вход посредине
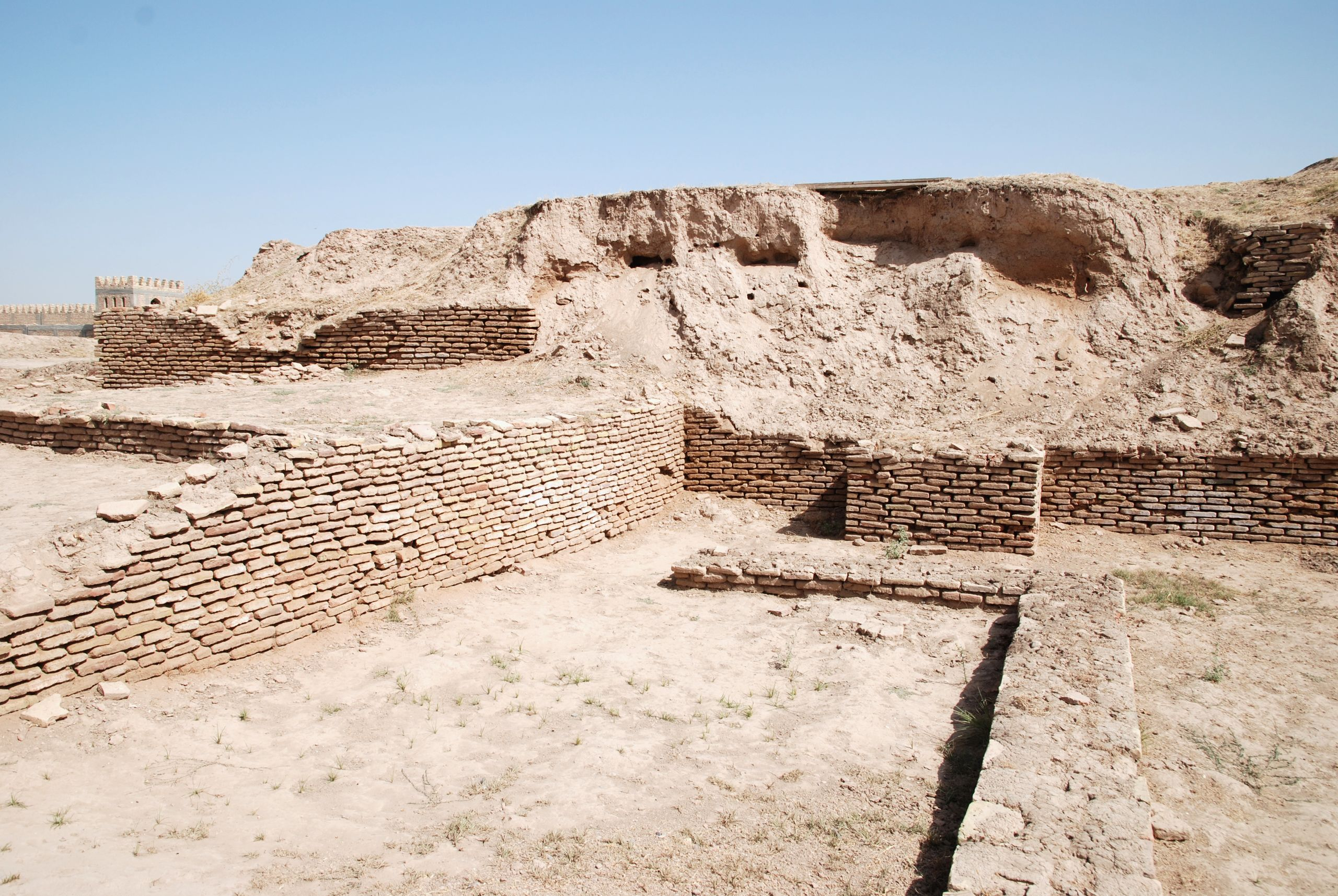
Южный дворец. Вид на восток
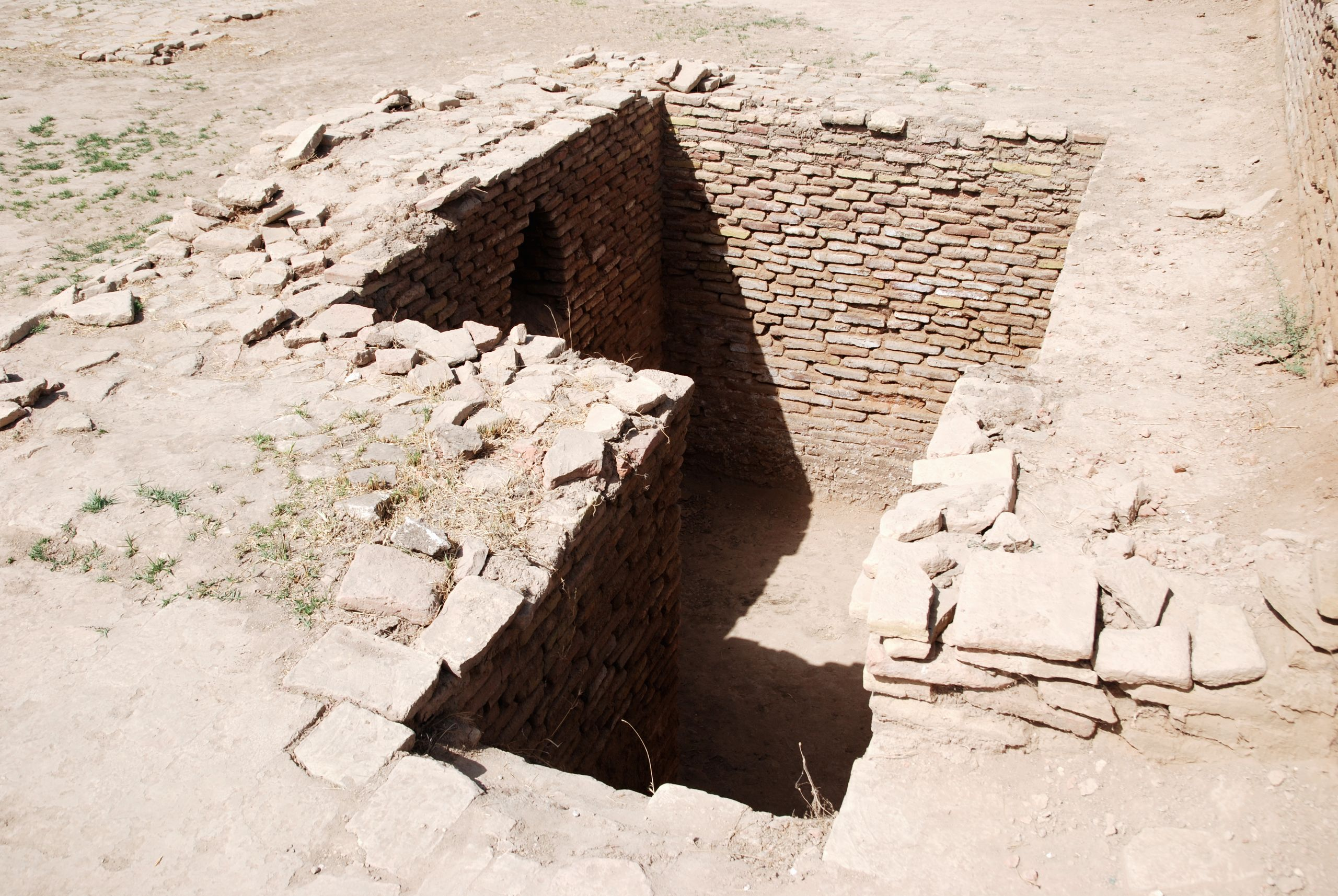
Ванная в северной жилой зоне
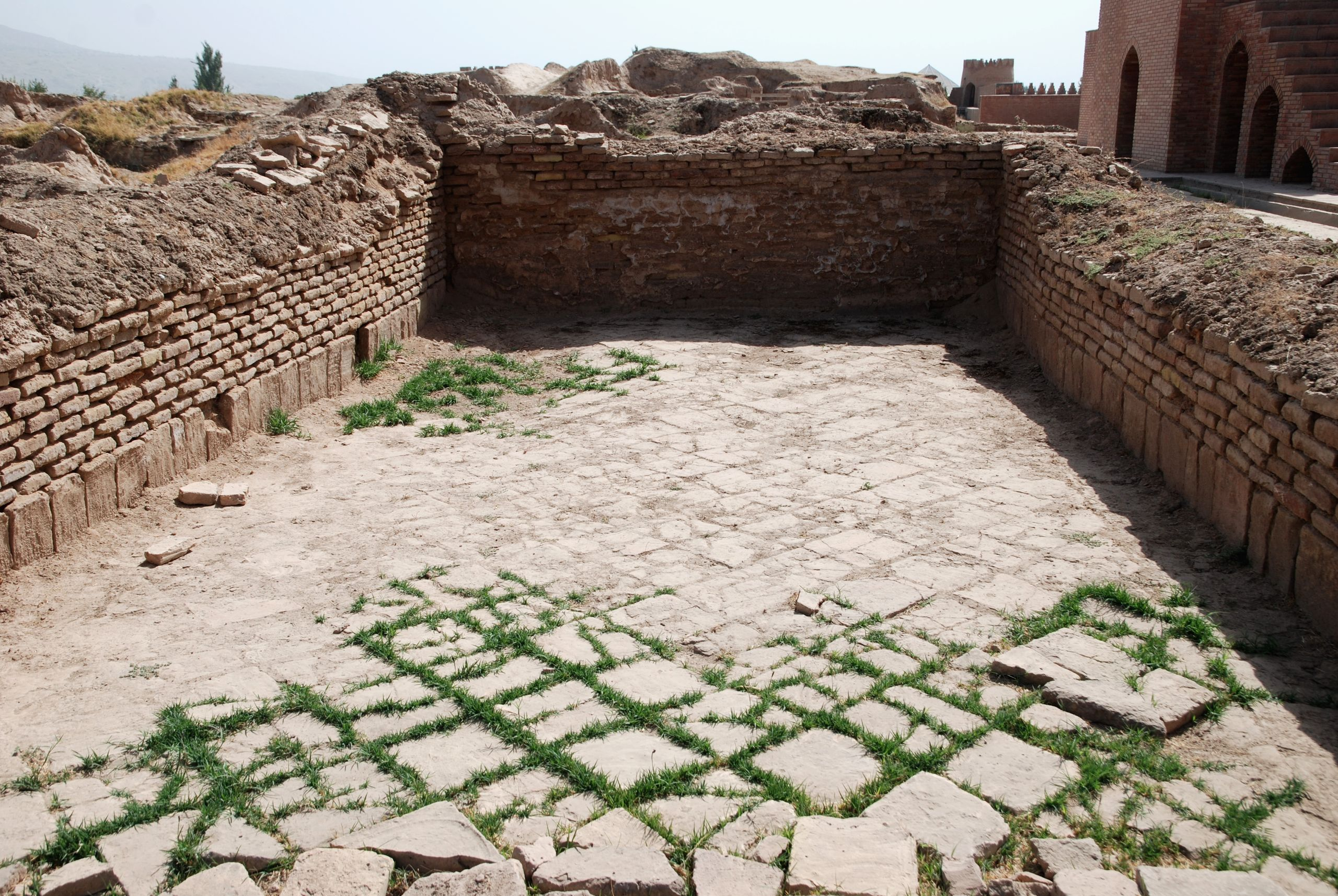
Напольное покрытие из квадратных кирпичных панелей